# Ronquières
Ronquières (en wallon Ronkière) est une section de la ville belge de Braine-le-Comte située en Région wallonne dans la province de Hainaut. C'était une commune à part entière avant la fusion des communes de 1977.

## Géographie
À l'ouest de la localité s'étend le bois de la Houssière.

## Évolution démographique
- Sources : INS, Rem. : 1831 jusqu'en 1970 = recensements, 1976 = nombre d'habitants au 31 décembre.

## Patrimoine et culture

### Patrimoine

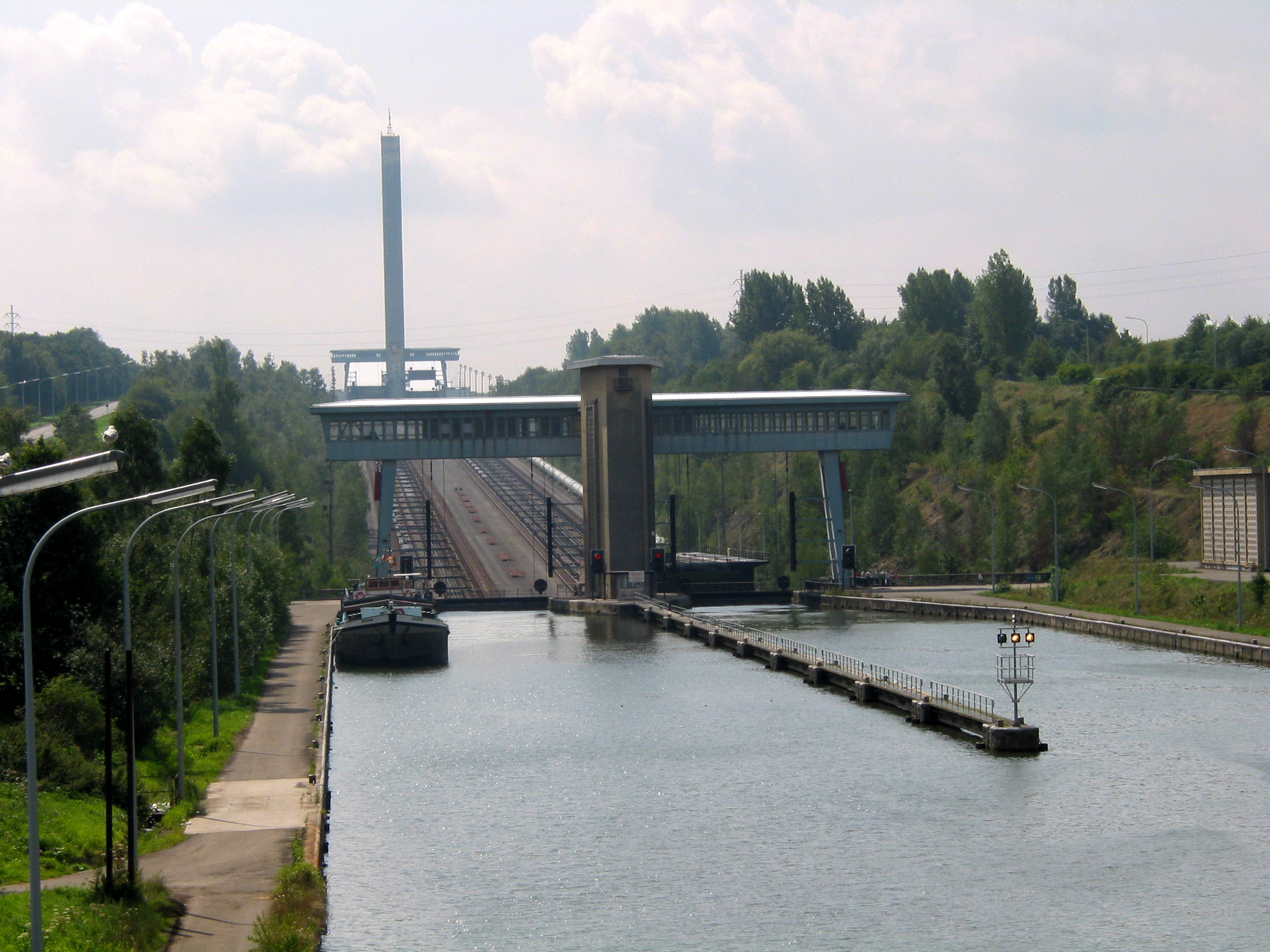
Le plan incliné de Ronquières.

Une importante réalisation du génie civil en Wallonie, son célèbre plan incliné, ouvrage d'art gigantesque, a été construit pour compenser une dénivellation de 68 mètres sur le canal Bruxelles-Charleroi à 1 350 tonnes. Il est constitué de deux bacs, retenus par des câbles, roulant sur des rails et portant les bateaux.

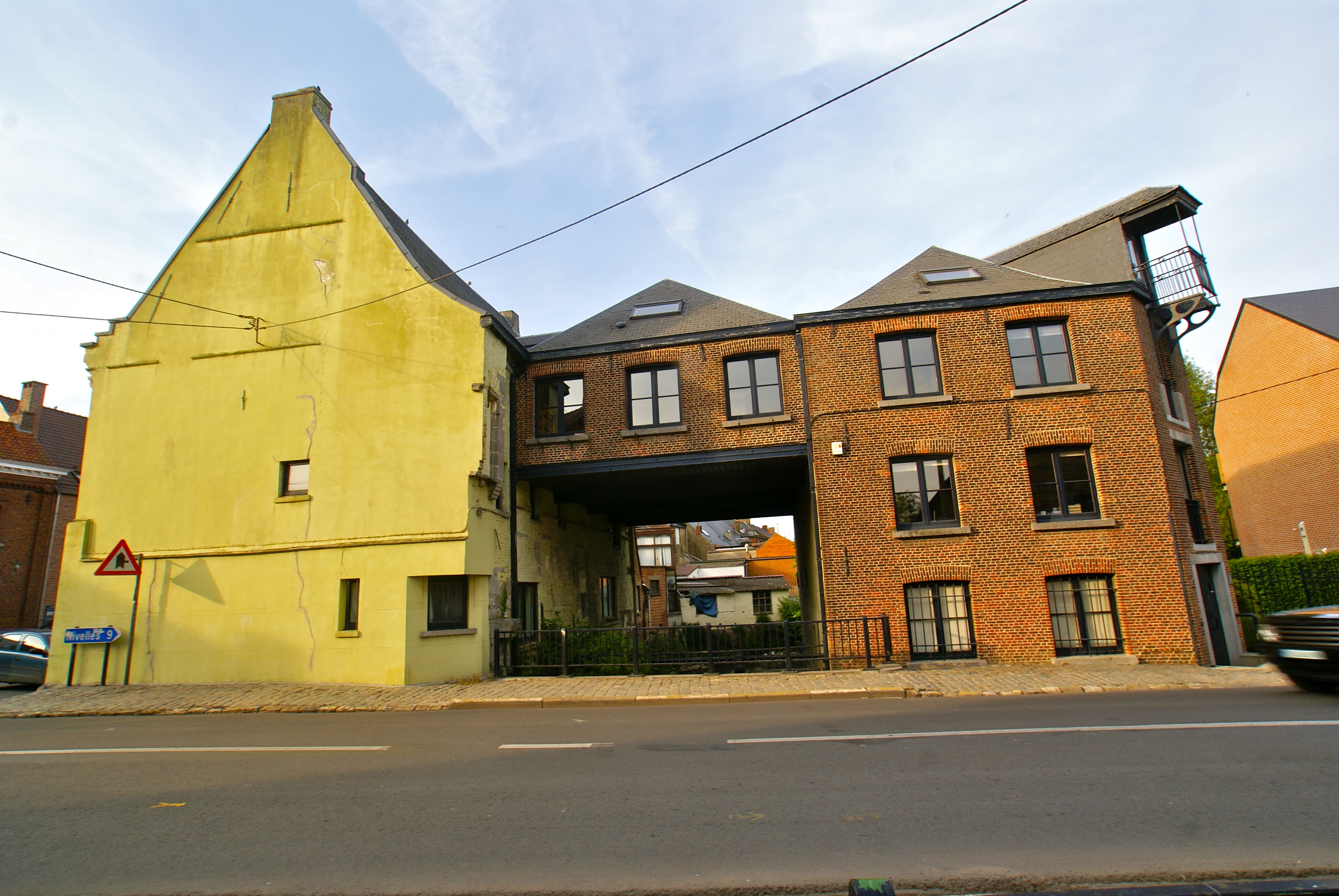
Le moulin sur la Sennette.

Une race de dindon, le dindon de Ronquières, porte le nom de ce village, avec au moins quatre variétés : Ronquières à épaules jaunes, Ronquières fauve, Ronquières jaspé et Ronquières perdrix. On l'y trouve depuis le XVIIe siècle. Le dindon Crollwitzer est un croisement issu de cette race et d'une race de Saxe.

### Culture

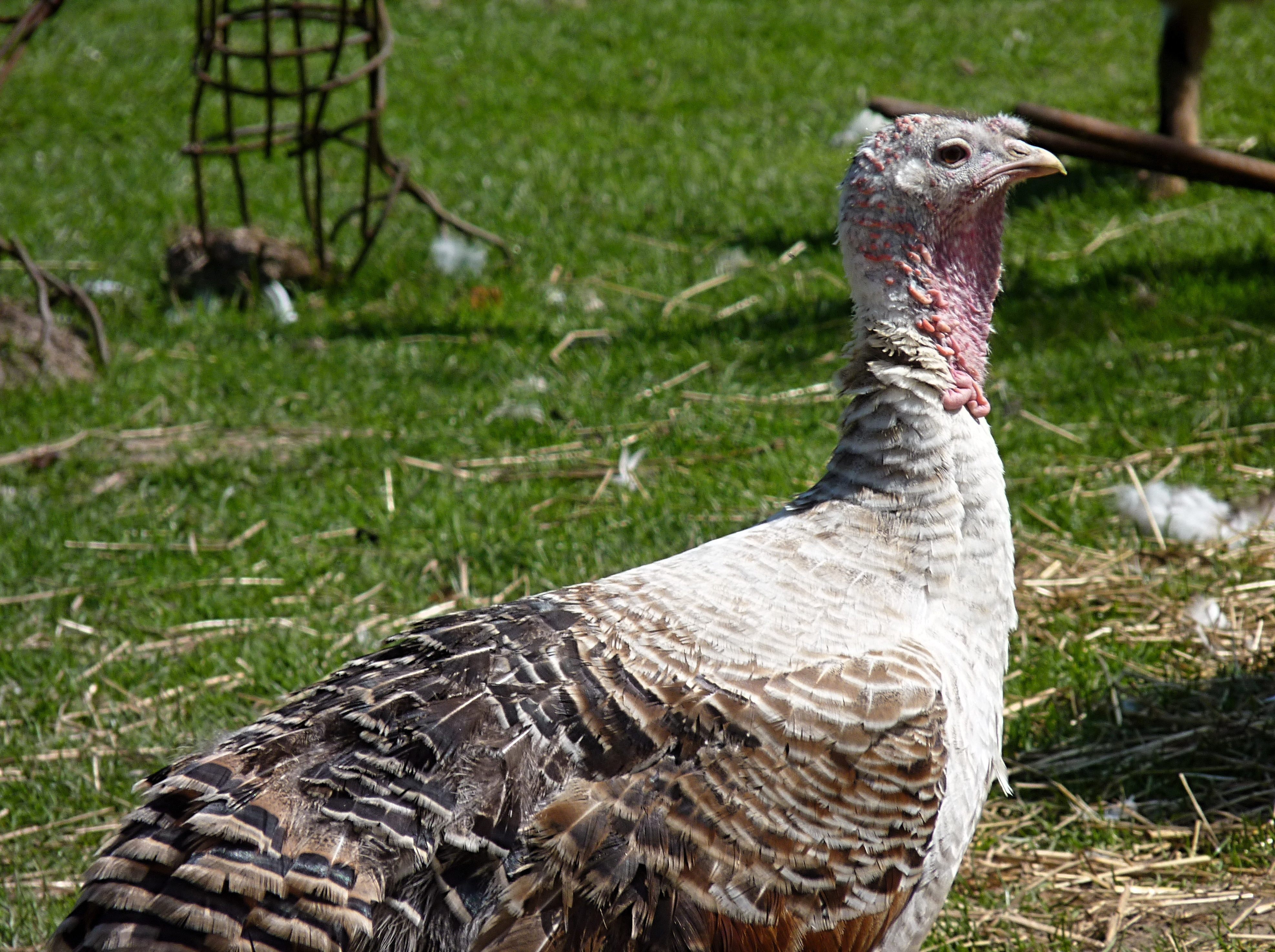
Une dinde de Ronquières.

## Personnalité liée à la commune
- Émilie Arnould (1906-1997) militante sociale chrétienne est née à Ronquières